# Miralem Sulejmani
Miralem Sulejmani (nascut el 5 de desembre de 1988 a Belgrad, Sèrbia), és un futbolista serbi que juga actualment com a davanter al Young Boys.